# Каррера, Хосе Мигель
Хосе Мигель де ла Каррера-и-Вердуго (исп. José Miguel de la Carrera y Verdugo; 15 октября 1785, Сантьяго, Генерал-капитанство Чили — 4 сентября 1821, Мендоса, Аргентина) — южноамериканский политический и военный деятель, революционер, руководитель борьбы за независимость испанских колоний в Южной Америке. Генерал. Председатель Первого Чилийского Совета управляющих в 1811—1814 годах (революционной правительственной хунты).
Один из основателей независимого государства Чили. Национальный герой Чили.

## Биография

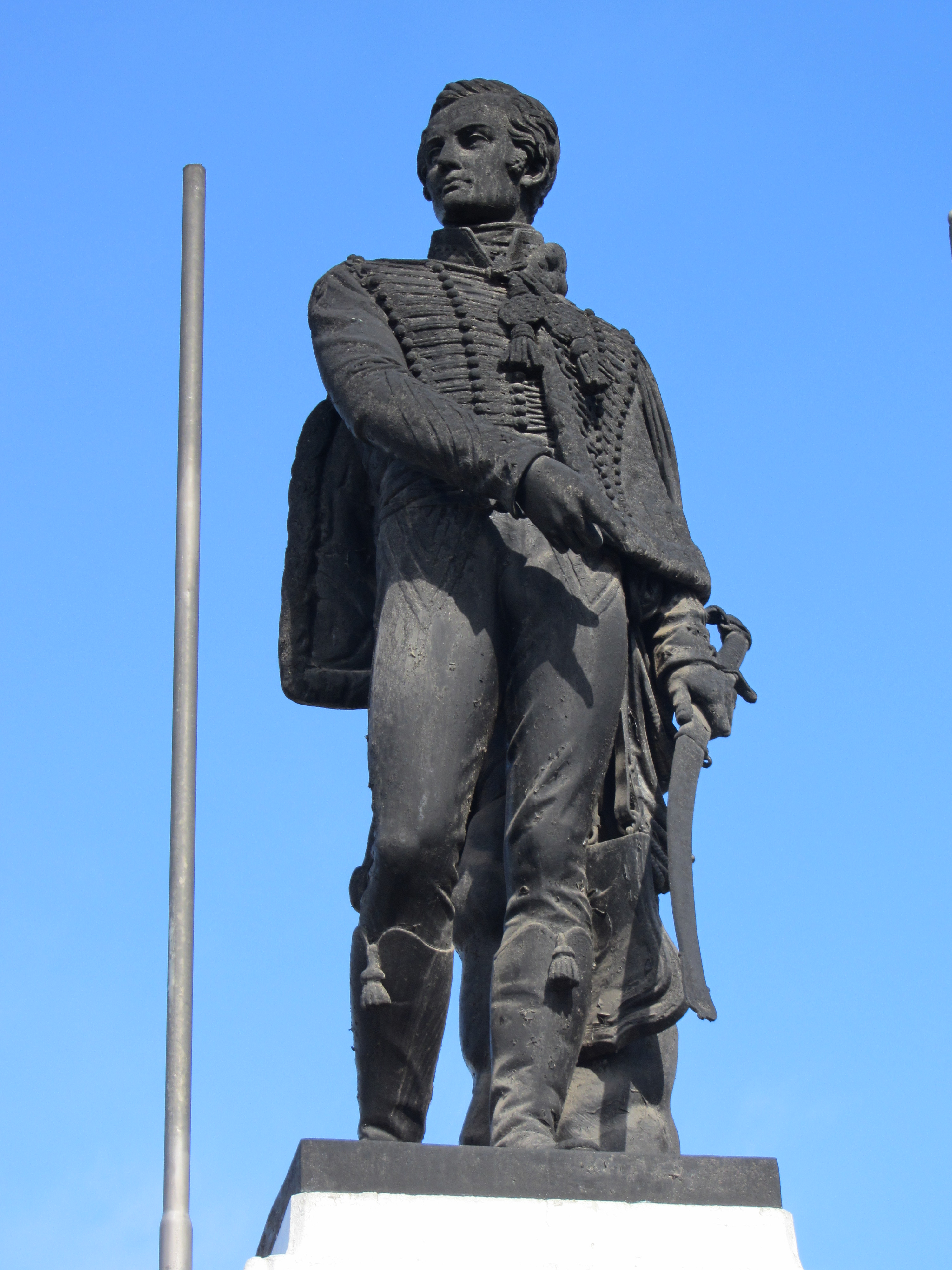
Памятник Хосе Мигеля Каррера в Сантьяго

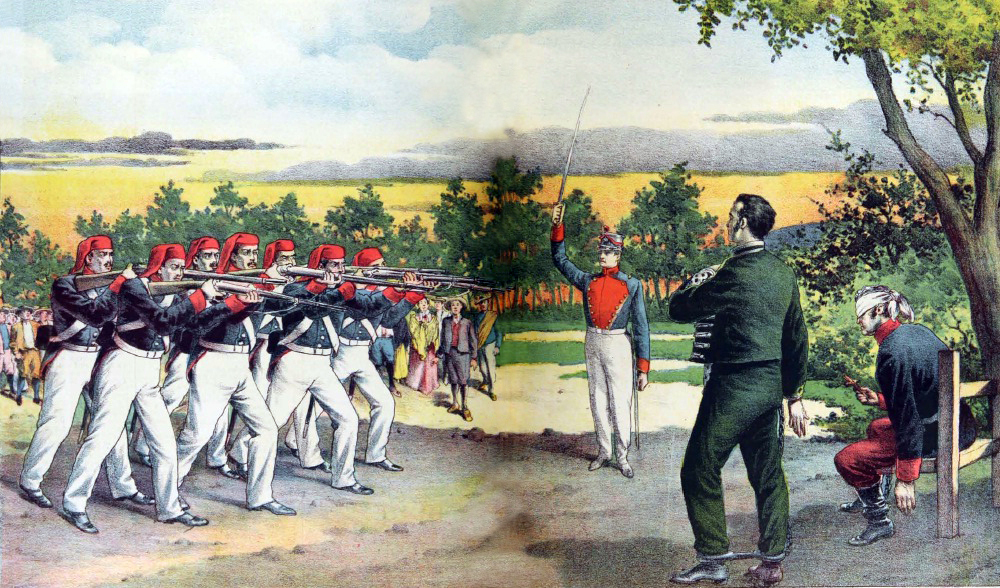
Казнь Хосе Мигеля Карреры

Родился в богатой семье Игнасио де ла Карреры, полковника королевской милиции, потомка конкистадора маррана Диего Гарсия де Касереса.
На военной службе с 6 лет. В 1791 году получил звание прапорщика. В возрасте 9 лет стал кадетом кавалерийского полка.
С 1806 года жил в Испании, где изучал коммерческое дело. В 1808 году вступил в ряды испанской армии. Участник Пиренейской войны против французской оккупации. Отважно сражался в Добровольческом корпусе, позже — в гусарах с войсками Наполеона. В их составе участвовал более чем в 20 битвах, среди которых взятие города Мора, освобождение Консуэгры, бои в Йебенсе, на речке Гуадиана, отличился в битве при Талавере и Оканье, где 19 ноября 1809 года был ранен. Лечился в Кадисе, где получил Крест Талаверы и звание Старшего сержанта Гусарского полка Галисии. Командовал полком.
В 1810 году после начала войны за независимость испанских колоний в Америке, вернулся в Чили.
В сентябре 1811 года он участвовал в первых схватках в Чили за власть на стороне вооружённых сил группы креольских аристократических семей.
Возникшая Национальная правительственная хунта Чили не решалась на полный разрыв с Испанией, чего требовало радикальное крыло патриотов, что привело к началу гражданской войны между верными испанскому королю роялистами и либеральными патриотами под предводительством Хосе Мигеля Карреры. В 1811 году был создан национальный конгресс, но поскольку его большинство составляли происпанские элементы, один из руководителей войны за независимость Х. М. Каррера при поддержке своих братьев Хуана Хосе и Луиса совершил военный переворот, распустил конгресс и установил диктатуру, считая её единственным средством действенного отпора роялистам и «умеренным» элементам.
Каррера осуществил ряд мероприятий, направленных на укрепление позиций патриотического освободительного движения: в 1812 году ввёл конституцию, отменил рабство в Чили и привилегии дворянства, открыл национальный институт, национальные библиотеки, начал издание первой чилийской газеты «Aurora».
Однако диктатура Карреры вызвала ожесточённое сопротивление со стороны «умеренных». Междоусобная борьба ослабила лагерь патриотов. В 1812 году группа чилийцев из окружения руководства братьев Каррера разработала конституцию, в которой предусматривалась независимость Чили при формальном господстве испанского короля.
С 31 марта по 23 ноября 1813 и с 28 августа по 2 октября 1814 года был главнокомандующим чилийскими вооружёнными силами.
В 1813 году был свергнут военной хунтой во главе с Бернардо О’Хиггинсом. В 1814 году ему удалось восстановить свою власть.
После поражения патриотов в битве при Ранкагуа (1814) в столкновении с испанской армией, понесённого во многом по его вине (он отозвал отряд своего брата Луиса, уже подходивший к Ранкагуа), Каррера покинул страну и эмигрировал в Аргентину, откуда пытался подготовить освободительную войну в Чили, однако аргентинские власти отказывались от сотрудничества с ним, в Чили конфисковали имущество его семьи и организовали кампанию по его дискредитации.
Каррера стремился получить поддержку со стороны Соединенных Штатов и Аргентины, но его усилия не принесли результатов, и он сдался, прекратив попытки вернуть власть. Вместо этого он сосредоточился на активном участии в действиях против аргентинских властей. Хосе Мигель Каррера был одним из главных инициаторов федералистской войны против унитарного правительства в Аргентине.
Собрав войска, направился в границе с Чили, занялся грабежами, но был взят в плен в Мендосе, приговорён к смертной казни и расстрелян 4 сентября 1821 года.

## Память
- Сегодня Каррера считается одним из отцов-основателей независимой Чили.
- Именем генерала названо озеро Хенераль-Каррера в Патагонских Андах, на границе Чили и Аргентины.
- Его имя носит Национальный институт в Сантьяго, основанный Хосе Мигелем Каррерой в 1813 году.